# Pulexencyrtus medusa
Pulexencyrtus medusa är en stekelart som beskrevs av John S. Noyes och Woolley 1994. Pulexencyrtus medusa ingår i släktet Pulexencyrtus och familjen sköldlussteklar. Inga underarter finns listade i Catalogue of Life.